# Tainonia cienaga
Tainonia cienaga is een spinnensoort uit de familie trilspinnen (Pholcidae). De soort komt voor in Hispaniola.